# Alex Martin
Alexandrea Martin, conosciuta come Alex Martin (New York, 9 maggio 1973), è un'attrice e produttrice televisiva statunitense.

## Biografia
Nata nel Queens, è figlia dell'attrice Whoopi Goldberg e del primo marito Alvin Martin.

### Vita privata
È stata sposata con Bernard Dean, da cui successivamente ha divorziato e che ha risposato il 15 ottobre 2011. Ha 3 figli.

## Filmografia

### Attrice

#### Cinema
- Sister Act 2 - Più svitata che mai (Sister Act 2: Back in the Habit), regia di Bill Duke (1993)
- I Cavalieri Delta (Quest of the Delta Knights), regia di James Dodson (1993)
- American Intellectuals, regia di Paige Taylor (1999)
- Strange as Angels, regia di Francisco Roel (2013)

#### Televisione
- Chiamatemi Babbo Natale (Call me Claus), regia di Peter Werner (2001)

### Produttrice
- Descendants (2008) - co produttrice
- Sensitive Men (2013) - produttrice associata
- According to Alex (2015) - produttrice esecutiva